# 国富町立森永小学校
国富町立森永小学校（くにとみちょうりつ もりながしょうがっこう）は、宮崎県東諸県郡国富町大字森永にある公立の小学校。

## 概要
歴史
1912年（明治45年）に本庄村内の尋常小学校2校（森永・須志田）が統合の上、創立。現校名となったのは1956年（昭和31年）。2022年（令和4年）に創立110周年を迎えた。
校章
中央に校名の「森永」の文字（縦書き）を配している。
校歌
1951年（昭和26年）に制定。作詞は長嶺宏、作曲は海老原直による。歌詞は3番まであり、各番の歌詞中に校名の「森永」が登場する。
通学区域
国富町のうち、「向高、森永、竹田、飯盛、須志田東、須志田西」。中学校区は国富町立本庄中学校。

## 沿革
- 1912年（明治45年）6月11日 - 本庄村内の尋常小学校2校（森永・須志田）を統合の上、「森永尋常小学校」が創立。統合校舎が完成するまでの間、旧2校の校舎を使用し、分散授業を行う。
- 1916年（大正5年）10月16日 - 現在地に統合校舎が完成し、移転を完了。10月16日を創立記念日とする。
- 1919年（大正8年）3月1日 - 本庄村が町制施行により、本庄町となる。
- 1924年（大正13年）4月1日 - 高等科を併置の上、「森永尋常高等小学校」に改称。
- 1926年（大正14年）4月9日 - 「第二本荘尋常高等小学校」に改称。
- 1941年（昭和16年）4月1日 - 国民学校令施行により、「本庄町第二本庄国民学校」と改称。尋常科を初等科に改める。
- 1947年（昭和22年）4月1日 - 学制改革（六・三制の実施）により、新制小学校「本庄町立第二本庄小学校」と改称。
- 1949年（昭和24年）7月30日 - 「本庄町立森永小学校」と改称。
- 1951年（昭和26年）10月16日 - 校歌を制定。
- 1956年（昭和31年）
  - 9月30日 - 町村合併（本庄町・八代村）により、国富町が発足。これにより、「国富町立森永小学校」（現校名）に改称。
  - 12月 - 完全給食を開始。
- 1967年（昭和42年）3月 - 校旗を制定。
- 1973年（昭和48年）8月 - プールが完成。
- 1974年（昭和49年）12月 - 体育館が完成。
- 1979年（昭和54年）- 二番穂刈り活動を開始（鹿児島県出水市の鶴に贈る）。
- 2000年（平成12年）10月 - 鶴の恩返し集会を実施（出水市・出水市観光協会が来校）。
- 2012年（平成24年）11月25日 - 創立100周年式典を挙行。

## 交通アクセス
最寄りのバス停留所
- 宮崎交通 「森永」バス停下車

最寄りの幹線道路
- 宮崎県道26号宮崎須木線「国富町森永」交差点

## 周辺
- 森永児童館
- 森永郵便局
- 森竹神社
- 大乗寺
- 本庄川